# Mi conciencia y yo
Mi conciencia y yo est une mini-série tournée en Équateur et co-produite par TC. Television et par la compagnie cinématographique d'Osvaldo Ríos,, Riverside Entertainment Group de Puerto Rico. Elle est produite et dirigée par Frank Marrero avec les acteurs Osvaldo Ríos et Julián Gil.

## Synopsis
Raúl est un professeur de littérature à l'université, marié mais sans enfants et qui se sent frustré dans une vie sans intérêt à l'âge de 35 ans parce que son unique occupation a toujours été d'étudier, de se consacrer à l'enseignement et d'être fidèle à son épouse après 18 ans de mariage. Son meilleur ami, Alfonso, professeur d'histoire, un homme sympathique, volage et jouisseur, le confronte à des tentations pour rompre son ennui.
C'est alors qu'arrive à la faculté un nouveau professeur de théâtre, Myrna. Les premiers à être sous le charme de Myrna sont les étudiants. Puis Raúl tombe amoureux de Myrna mais subit les affres de sa conscience, qui, sous une forme tragi-comique, lui rappelle son mariage avec Aidita. L'affaire se complique quand Myrna et Raúl, durant leur romance, doivent seconder Aidita et Roberto, l'époux de Myrna et principal trafiquant de drogue de la ville.
De plus, surviennent d'autres événements comme une enquête policière compliquée dans les locaux de l'université et dans le logement d'Aidita.

## Distribution
- Osvaldo Ríos : Raúl Rodriguez et sa conscience[3]
- Julián Gil : Alfonso, professeur d'histoire, meilleur ami de Raúl
- Ernesto Balzi : Roberto, époux de Myrna
- Géraldine Fernández : Aidita, épouse de Raúl
- Laura Suárez : Myrna, épouse de Roberto
- Ivette Rodriguez
- Graciela Robles
- Manuel M. Jaramillo
- Karla Benítez
- Marco Ponce
- Orlando Schwartz
- Martha Ormaza